# Mausoléo
Mausoléo é uma comuna francesa na região administrativa de Córsega, no departamento da Alta Córsega. Estende-se por uma área de 19,43 km². 